# San Hipólito (Córdoba)

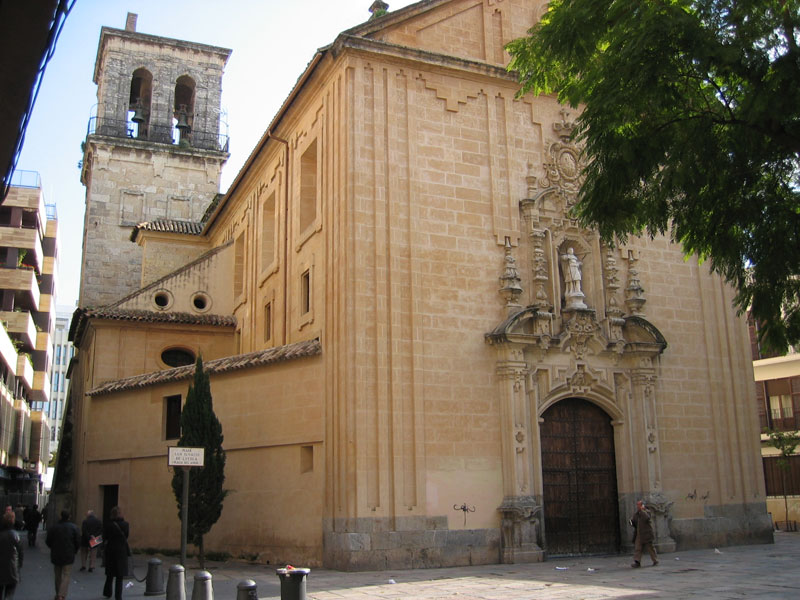
San Hipólito in Córdoba

San Hipólito ist ein Kirchengebäude in der Stadt Córdoba in Spanien.

## Geschichte
Die Kirche war Teil eines Klosters, das 1343 durch Alfons XI., König von Kastilien und Leon, als Dank für seinen Sieg in der Schlacht am Salado gegründet worden war. Er stattete das Kloster mit reichen Gütern aus und verfügte, dass in der Klosterkirche sein Vater Ferdinand IV. bestattet werden sollte, der 1312 verstorben war und dessen Grab sich bis dahin in der Mezquita befand. Außerdem wollte er selbst in der Kirche seine letzte Ruhestätte finden.
1347 wurde die Kirche durch eine Päpstliche Bulle von Clemens VI. in den Rang einer Kollegiatkirche erhoben, damit hier in der angemessenen Feierlichkeit der verstorbenen Herrscher gedacht werden könne.
Schon früher hatte sich die Verehrung Alfons XI. für den Hl. Hippolytus gezeigt, an dessen Feiertag (13. August) er geboren war. So hatte er 1333 die Geistlichen in Jerez de la Frontera und Sanlúcar angewiesen, besonders am Festtag dieses Heiligen für seine Vorfahren zu beten.
Die Bauarbeiten an der Kirche zogen sich lange hin, so dass zu Lebzeiten Alfons XI. und seines Sohnes und Nachfolgers Pedro I. lediglich die Apsis und die Vierung fertiggestellt waren. Erst 1736 – mit Unterstützung durch Philipp V. – wurde das Werk vollendet. 
Die Arbeiten des 18. Jahrhunderts konzentrierten sich vor allem auf das Hauptschiff und die Fassade. Im 18. und 19. Jahrhundert wurden noch weitere Veränderungen durchgeführt, die der Kirche ihr heutiges Aussehen gaben.
1852, während der Herrschaft von Isabella II., verlor die Kirche ihren Rang als Kollegiatkirche, blieb aber weiter für den Gottesdienst geöffnet. Ende des 19. Jh. wurde die Kirche dem Jesuitenorden übergeben, die hier bis heute aktiv sind. Bei einer Restaurierung im Jahre 1994 wurde versucht, die äußere Gestalt des 18. Jahrhunderts zu rekonstruieren.

## Baubeschreibung
Der Komplex umfasst Kirche, Sakristei und Kreuzgang. Die rechteckige, mit einem dreieckigen Giebel gekrönte und durch Lisenen gegliederte Hauptfassade wurde 1730 errichtet. Das Portal der Kirche wird durch steinerne, auf Sockeln ruhende Pilaster gerahmt und durch barocke Schmuckelemente verziert. Darüber steht in einer Nische das Standbild des Hippolytus, überfangen vom Wappen des Königreichs Kastilien-Leon.
Ein weiteres Portal gestattet den Zugang von der Avenida del Gran Capitán aus und führt zunächst in den Kreuzgang. Über diesem Portal erkennt man das Wappen Philipps V., welches vom Orden vom Goldenen Vlies umrahmt wird. Im angrenzenden Kreuzgang ruhen Rundbögen auf bauchigen Steinsäulen; ein Teil des Kreuzgangs wurde zu geschlossenen Räumen umgebaut. Hier befindet sich auch das aus rotem und schwarzen Marmor errichtete Grabmal des Historikers Ambrosio de Morales aus dem Jahr 1620 sowie eine moderne Staue des Ordensgründers Ignatius von Loyola.
Im Jahre 1773 begannen unter Baumeister Pedro de Lara die Arbeiten am heutigen Turm. Dieser sollte ursprünglich aus vier Komponenten bestehen, von denen nur die beiden unteren vollendet wurden. Das untere, 15 Meter hohe und durch kleine leere Rahmen geschmückte Stockwerk wird oben durch ein Gesims abgeschlossen. Das darüber liegende Stockwerk ist durch glatte Pilaster mit toskanischen Kapitellen verziert. Zwischen den nach oben durch Rundbögen abgeschlossenen Öffnungen erkennt man die Glocken. Den Abschluss bildet ein Fries mit Triglyphen und Metopen. Der Kirchturm weist große Ähnlichkeiten mit dem zeitgleich errichteten Turm der Kirche San Miguel Arcángel in Villanueva de Córdoba auf.
Die einschiffige Kirche zeigt als Grundriss ein lateinisches Kreuz mit Langhaus, Querschiff und polygonalem Chorabschluss nach zwei weiteren Jochen. Der gotische Chorraum stammt aus dem Jahre 1350; das Gewölbe wird von auf Diensten ruhenden, verzierten Rippen getragen. Die Fenster zeigen verschiedene Heilige des Jesuitenordens. Unter den Fenstern ermögliche zwei Türen den Zugang zur Sakristei.
Das aus vier Jochen bestehende, mit einem Tonnengewölbe gedeckte Hauptschiff wurde im 18. Jahrhundert umgebaut. In den Seitenkapellen mit darüber angebrachten Balkonen stehen eine Reihe von barocken Altären.